# الترجي الرياضي التونسي (كرة السلة)
الترجي الرياضي التونسي لكرة السلة (بالفرنسية: Espérance sportive de Tunis (basket-ball))‏، هو نادي كرة سلة تونسي للمحترفين يقع مقره في تونس العاصمة. تأسس النادي عام 1946، وتوقف نشاطه عام 1995 وعاد مجددا في 24 سبتمبر 2011، كان ذلك على يد الرئيس حمدي المؤدب، ويلعب في بطولة تونس لكرة السلة للرجال، الدرجة الأعلى للدوري في تونس، وحقق اللقب المحلي ثلاث مرات في فئة الرجال وست مرات في فئة السيدات و يمثل تونس في المنافسات القارية والدولية.

## سجل ألقاب النادي لكرة السلة
فريق الرجال :
- البطولة التونسية  (3) : 1977، 1979، 1980.

- الدرجة الثانية  (2) : 1959، 2017.

- كأس تونس  (6) : 1977، 1978، 1979، 1987، 1989، 1994.

فريق السيدات  :
- البطولة التونسية للسيدات  (6) : 1960، 1961، 1962، 1982، 1983، 1984.

- كأس تونس للسيدات  (3) : 1983، 1984، 1988.

♦ الدور النهائي  (2) : 1977، 1986.

## وصلات خارجية
- الموقع الرسمي للجامعة التونسية لكرة السلة.